# Videoton FC Fehérvár
A Videoton FC Fehérvár Székesfehérvár első számú labdarúgóklubja, amely az NB II-ben szerepel. 1941-ben Székesfehérvári Vadásztölténygyár SK néven alapították, de országszerte ismertté Videoton néven vált. A csapat színei Székesfehérvár színei, vagyis a piros és a sötétkék. Hazai mérkőzéseit a Sóstói Stadionban játssza.
Háromszoros magyar bajnok, kétszeres kupa- és kétszeres szuperkupa-győztes. Az UEFA-kupa 1984–1985-ös kiírásának ezüstérmese, ahol a spanyol Real Madrid ellen játszott döntőt. Hazai pályán 3–0-ra vesztett, a visszavágón pedig 1–0-ra nyert Madridban.

## Története

### Kezdetek, majd első osztály
A klub 1941-ben alakult, Székesfehérvári Vadásztölténygyár SK néven. 1950. március 10-én újjáalapították a klubot, Vadásztölténygyári Vasas néven. Az 1957/58-as szezonban szerepelt a csapat először az NB II-ben. Az első mérkőzést a Veszprém ellen játszotta a klub, és 2–1 arányban nyert is. Végül az előkelő, hatodik helyezést érték el. Az 1961–62-es szezonban, története addigi legjobb eredményét produkálva, harmadik lett az NB II-ben a csapat. A bajnokság végén nevet is változtatott a klub: VT Vasas lett. 1967. szeptember 20-án, a VT Vasas–Rot-Weiss Erfurt mérkőzésen avatták fel az új székesfehérvári stadiont, a Sóstói Stadiont. Az év vége óriási sikert hozott: az NB I/B második helyezettjeként feljutott a Vidi az NB I-be. Összesen tizenegy szezont töltöttek el a második vonalban, mire sikerült a feljutás, a legjobbak közé. A csapat ezt Székesfehérvári VT Vasas néven érte el, de az első osztályban már, Videoton SC-ként szerepelt, egészen 1990-ig.
A Videoton első magyar NB I-es mérkőzését elveszítette a Bp. Vasas ellen, 6–1 arányban. A csapat egyetlen gólját, Csukovics László szerezte. Az első élvonalbeli szezon nem sikerült jól, kiestek, de egy idény után azonnal visszajutottak, és stabil élvonalbeli csapattá váltak, Kovács Ferenc edzősködése idején öt év alatt, hetediknél nem lett rosszabb a klub, s az 1975/76-os idényben a második helyen végzett. A sikeredző távoztával a csapat rendre lemaradt a dobogóról, s az 1982/83-as szezonban majdnem kiesett, hiszen tizenharmadikként végeztek csak. A korábbi edző, Kovács Ferenc visszatért, és a csapat elérte fénykorát. Az 1983/84-es szezonban harmadik helyen végzett, míg Szabó József gólkirály lett. A csapat így jogot nyert az UEFA-kupa indulásra.

### A Videoton menetelése az UEFA-kupában
Az 1984–1985-ös UEFA-kupa kiírásban a csapat az első fordulóban, a csehszlovák Dukla Prahával találkozott. A hazai pályán elért 1–0, elég volt a Videoton számára a továbbjutáshoz, hiszen több gól már nem született a párharc során, így a csapat továbbjutott a második fordulóba. A győztes gólt, Szabó József, korábbi gólkirály szerezte.
Az a csapat, amelyik idegenben ilyen játékra képes, úgy válhat igazán ismertté, ha folytatja azt, amibe belekezdett

A következő körben, a francia Paris Saint-Germain csapatán kellett volna túljutni. A Videoton idegenben kezdett, és 4–2-es győzelmet aratott, és ezzel nagyon közel került a továbbjutáshoz. Hazai pályán a félidőben már 2–0 volt az állás a hazai csapat javára, azonban a német játékvezető, a 67. percben köd miatt félbeszakította a mérkőzést, így azt másnap kellett újrajátszani. Az újrázás nem rettentette meg a fehérváriakat, s Májer Lajos góljával végül kettős győzelemmel léptek tovább. A következő fordulóban, a jugoszláv Partizan volt az ellenfél. A Sóstói Stadionban, 5–0-ra nyert a Videoton, ezzel szinte már a következő körben érezhette magát. Szabó József négy, míg Májer Lajos egy gólt szerzett. A visszavágón 2–0-ra nyert a Partizan, de ez is elég volt a magyar csapatnak a továbbjutáshoz. A negyeddöntőben, a Manchester United következett. Az Old Traffordon rendezett mérkőzést meg is nyerte az angol csapat. A visszavágón szintén 1–0-s eredmény született, de a fehérváriak javára, így következhetett a hosszabbítás, majd a tizenegyespárbaj. Itt a Videoton volt higgadtabb (5–4), ezzel bejutott az elődöntőbe. A csapat útjába, egy újabb jugoszláv csapatot sodort a sors. A Željezničar Szarajevót. A Vidi a magyarországi mérkőzésen, 3–1-s arányban diadalmaskodott, míg idegenben 2–1-re kaptak ki. Ez azt jelentette, hogy összesítésben 4–3-mal a Videoton ment tovább, az utolsó körbe, azaz ők játszhatták a döntőt.
Minden dühöm, reményem benne volt a lövésben. Aztán már csak arra emlékeztem, rajtam csüng mindenki. A tanulság? Soha nem szabad feladni.
A döntő első felvonását sérülések és eltiltások miatt nehéz helyzetben várta a csapat. A mérkőzésre Székesfehérváron került sor, ahol 40 000 néző előtt 3–0-ra kikaptak a spanyol Real Madridtól. Bár a visszavágón bravúrt végrehajtva 1–0-ra legyőzték jóval nevesebb riválisukat, 3–1-es összesítéssel ezüstérmesek lettek. Ezidáig ez a magyar labdarúgás utolsó európai kupadöntője. .[forrás?]

### 1985-től a 2000-es évekig
A fantasztikus UEFA-kupa menetelés mellett, a csapat újra a harmadik pozícióban fejezte be az 1984/85-ös idényt. Ez a bronzérmes helyezés is elég volt ahhoz, hogy a csapat újra indulhasson az UEFA-kupában. Az első fordulóban, a svéd Malmövel került össze a Vidi. Hazai pályán 1–0-ra nyertek a fehérváriak, Végh Tibor góljának köszönhetően. Idegenben egy 3–2-es vereségre futotta a Viditől, de így is több idegenben szerzett góllal, továbbjutottak a második fordulóba. Itt a lengyel Legia Warszawa volt az ellenfél. A magyar csapat megint otthon kezdte a párharcot, ám ezúttal 1–0-s vereséget szenvedtek. Idegenben hiába játszott 1–1-s döntetlent a csapat, a lengyelek jutottak tovább. A bajnokságot utána, csak a hatodik helyen tudták befejezni.
A következő két szezonban jelentős visszaesés következett. Az 1986/87-es bajnokságot tizennegyedikként, az 1987/88-ast tizenegyedikként zárták. 1988-ban új edző, Kaszás Gábor került a csapat élére. A Vidi végül negyedik lett, köszönhetően rossz büntetőrúgásainak, ugyanis abban a kiírásban el kellett dönteni a mérkőzéseket. A bajnokság gólkirálya a fehérvári gárdából került ki, Petres Tamás személyében. A következő szezonban kilencedik lett a gárda.
1991-ben új neve lett a klubnak: Videoton Waltham. A következő években, jó középcsapatnak számított az akkor még Vidi, ugyanis 1993-ban elhagyta ezt a nevet, s felvette a Parmalat FC-t. A klub parmalatos érájában nagy sikert nem ért el, s 1995 telén ismét új névvel barátkozhattak a fehérvári drukkerek, Fehérvár 96 PFC lett a hivatalos név. A névkeringő folytatódott 1997-ben visszakapta a Videoton nevet, Videoton FCF néven szerepelt a továbbiakban.
Az 1996/97-es idényben Disztl László irányításával nyolcadik lett a gárda, a következő évben megütötte a kiesés szele a Videotont, a szezon közben már harmadik edzőként kinevezett Csongrádi Ferenc vezetésével végül az osztályozón bent maradtak. Az 1998/99-es szezon is a szélmalomharcról szólt, az időközben odavitt Verebes József sem tudott varázsolni, a Siófokénál mindössze eggyel rosszabb gólkülönbséggel ugyan, de kiesett a gárda. Az 1970-es feljutás óta ekkor esett ki először és utoljára a Videoton az első osztályból.

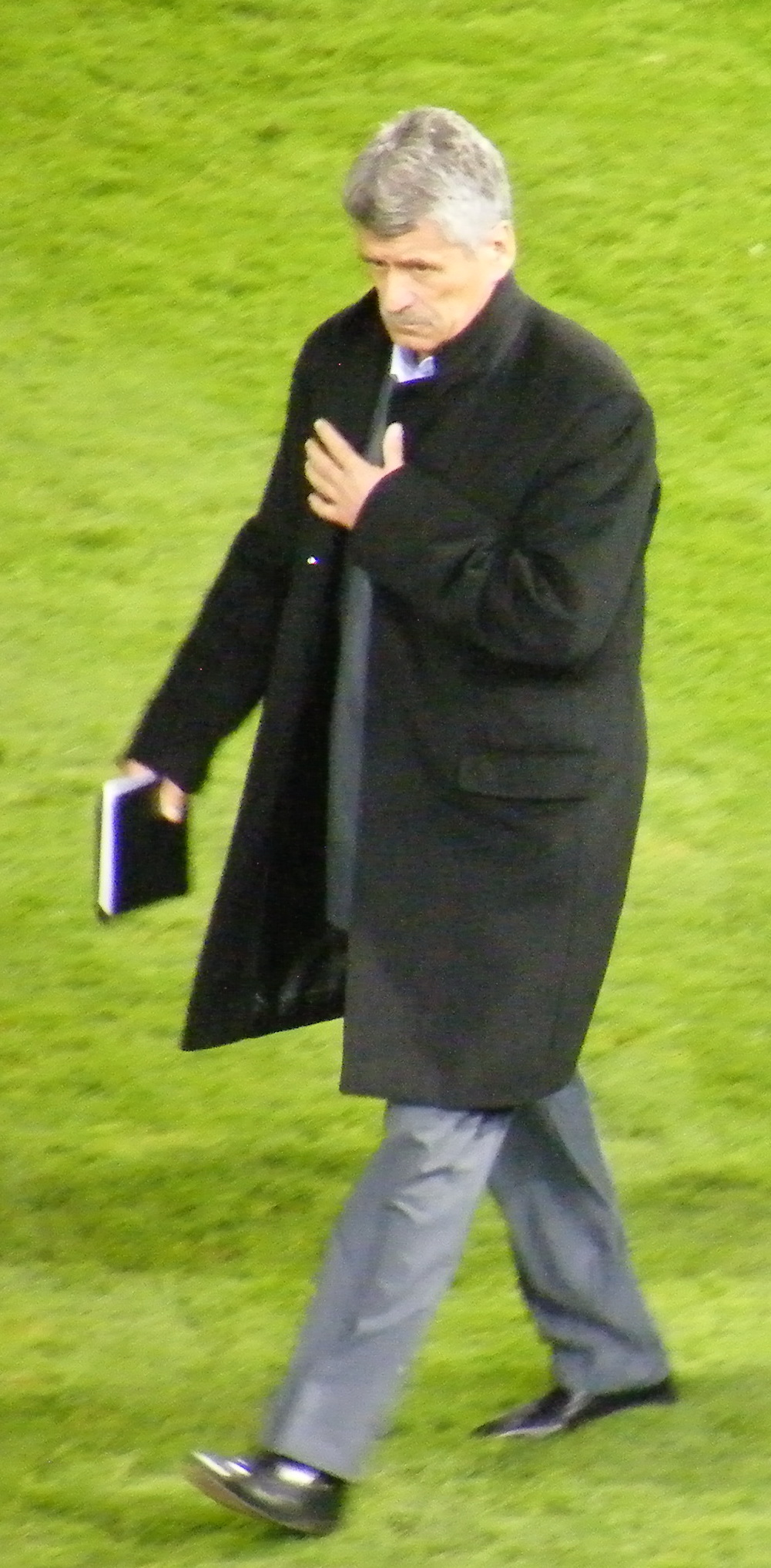
Csank János

### Kritikus évek, apró sikerekkel
A mágusnak becézett mestert szinte szó szerint elkergették Székesfehérvárról, s jött Csank János. Az ózdi mesterrel simán jutott vissza a gárda. A következő szezonra a csapatot ismét Csongrádi irányította, de nem ment jól a gárdának, így jött Várhidi Péter. A korábban Újpesten bajnokcsapatot csináló szakemberrel, előbb bennmaradtak, majd hosszú idő után újra előkelő helyen végzett a gárda, ötödik lett a 2001/02-es szezonban.
Az elkövetkező években évente cserélődtek az edzők. Sorrendben Bicskei Bertalan, Csank János, majd Csertői Aurél volt a csapat vezetőedzője. Kiemelkedő eredményt egyikkel sem sikerült elérnie a gárdának, hiszen a 2002/03-as, és a 2003/04-es bajnokságot is a nyolcadik helyen fejezték be. Ráadásul 2005 tavaszára kiderült, óriási adósságot halmozott fel a gárda, és kiszállt a Videoton. A klubvezetés ugyan szerette volna, ha megtarthatták volna a nevet, ám azt a vállalat nem volt hajlandó megengedni. Így a névből maradt az FCF, azaz FC Fehérvárrá keresztelődött (az akkori klubcímerbe azonban bekerült a latin veni, VIDI, vici mondás, a második szót szándékosan kiemelve). Bár több meghatározó játékos távozott, az idényt fiatalokkal teletűzdelve végig játszotta a csapat pénz nélkül, s végül meglepetésre a 8. lett a gárda (2004/05), úgy, hogy többek között győzött az Üllői úton is.

### 2005-től, napjainkig
A 2005/06-os idényben újra szilárd anyagi lábakon állt a klub, s története első kupagyőzelmét szerezte meg, a Vasas legyőzésével, amelyhez Sebők Zsolt bravúros védései nagyban hozzájárultak. Így ismét nemzetközi porondra lépett a csapat, de megközelíteni sem tudta a korábbi menetelést. A nyáron már érződött, hogy nincs minden rendben, ugyanis a klub nem erősített, ráadásul eladták legjobbjukat, a román Daniel Tudort. A csapat az első kört még túl élte egyetlen magyar klubként, a kazah Kajrat Almatit kiverve. A következő fordulóban a svájci Grashopper ellen, 8 000 néző előtt, egy reménykeltő hazai 1–1 után sokan bíztak benne, hogy tovább juthat a gárda. Svájcba mintegy 120 fehérvári szurkoló kísérte el a csapatot, azonban kétgólos vereséget szenvedve véget ért a kupakaland. A bajnokságban is döcögött a gárda, a sikeredző Csertői Aurélt kirúgták. A Fehérvár a 6. helyen zárt.

#### 2007/08-as szezon

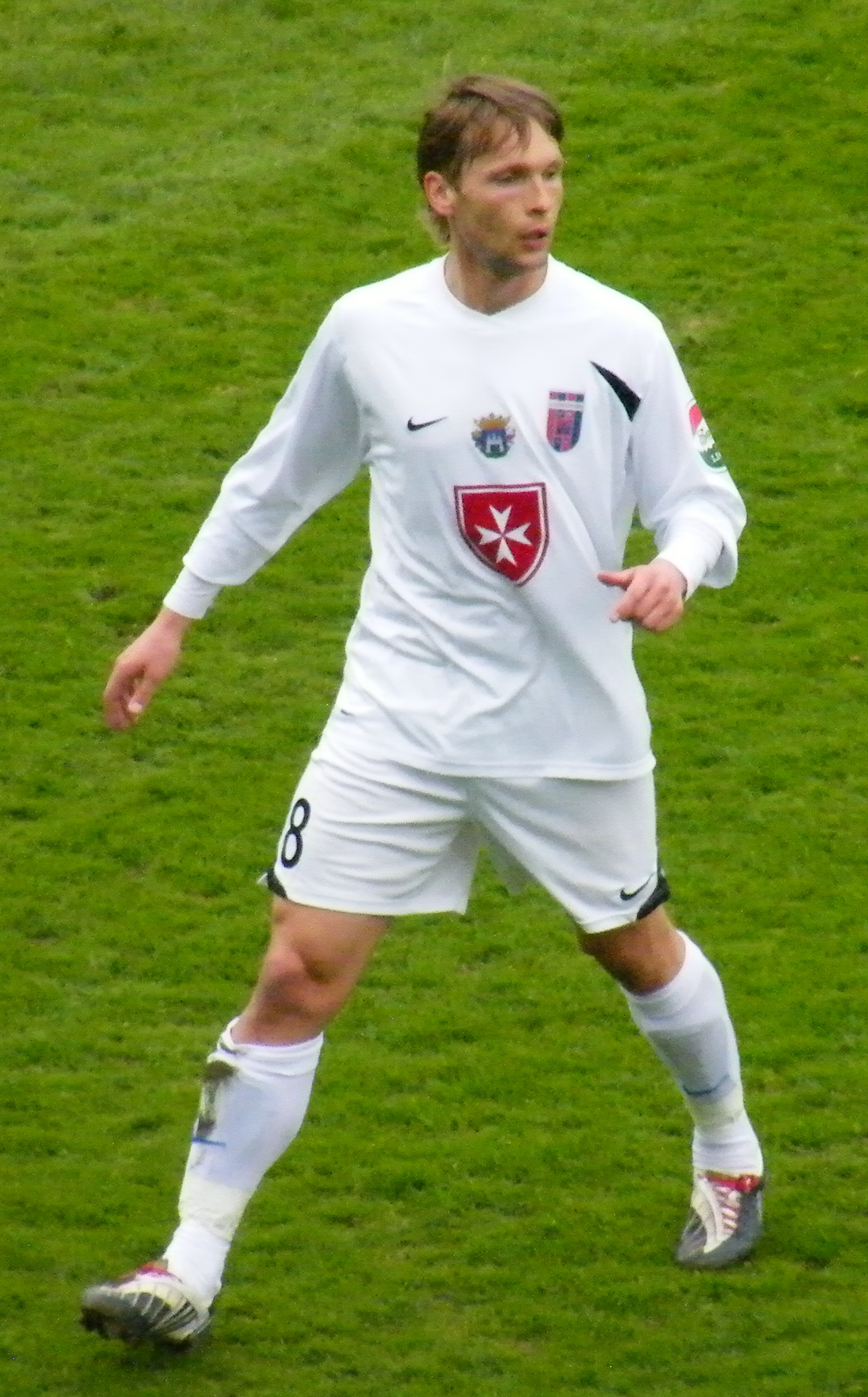
Polonkai Attila

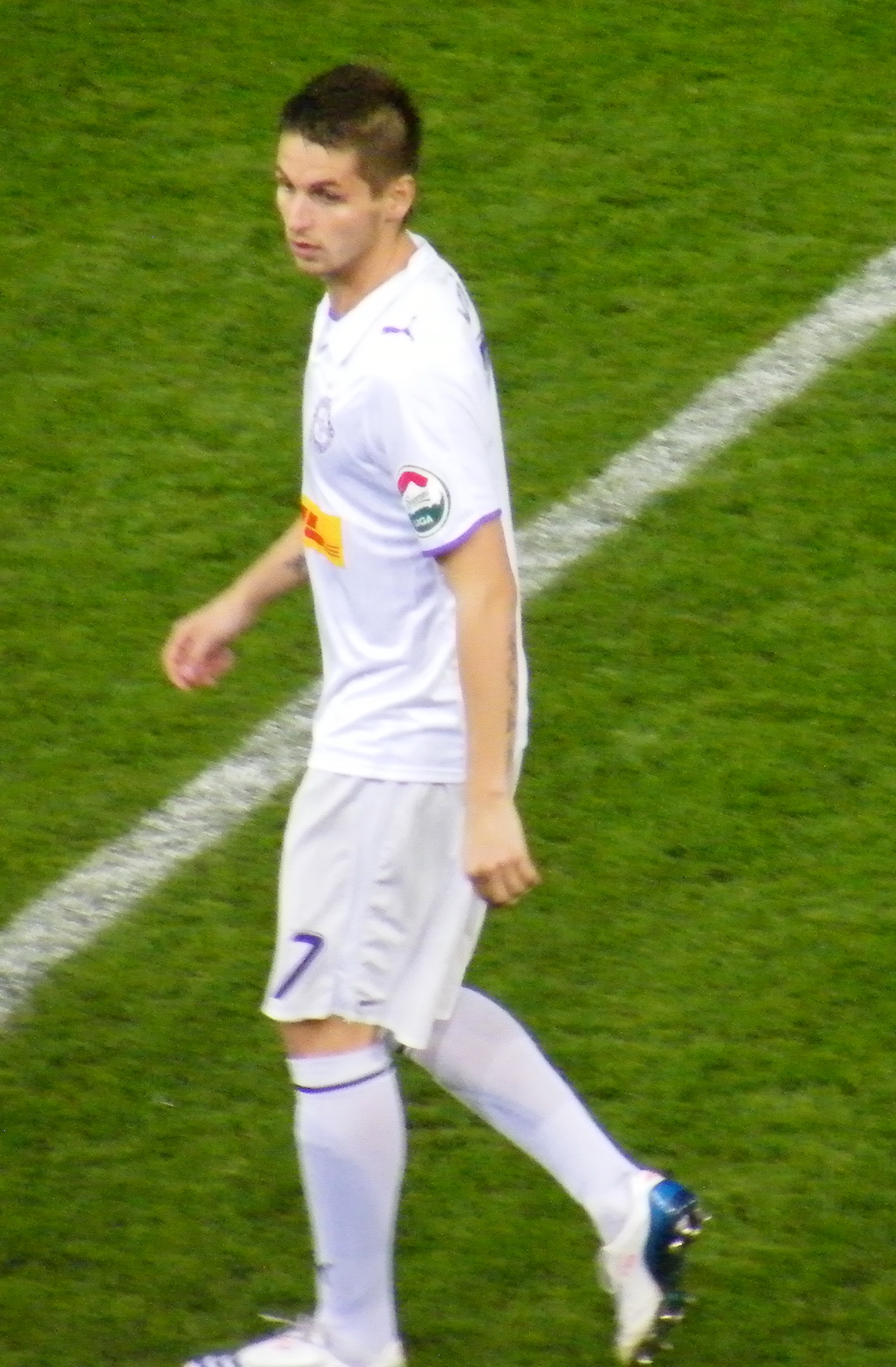
Mario Božić

Úgy tűnt az anyagi helyzet rendeződik, egy tehetős fehérvári üzletember Szauerwein Tivadar vette meg a klubot. A kisebbségi tulajdonosok azonban keresztbe tettek neki, többször megtámadták üzletrészének megszerzését. A 2007/08-as bajnokság elején a klub akadozott, de a negyedik fordulóval megkezdték a jó szereplést, a kilencedik fordulóra a csapat már a második helyen áll. A jó szereplés után jöttek a komoly pénzügyi gondok, a csapat egymás után öt vereséget szenvedett. A Ligakupa negyeddöntőjében Győrben 2–2-es döntetlent játszott a csapat, így idegenben lőtt góllal bejutott az elődöntőbe, ahol a Zalaegerszegi TE csapatával küzdött meg a döntőbe kerülésért. A csapat Zalaegerszegen 2–1-es vereséget szenvedett, Székesfehérváron 3–1-es arányban nyert az FC Fehérvár csapata, így a csapat bejutott a Ligakupa döntőjébe, ahol a Diósgyőr csapatával mérkőzhetett meg a serlegért. Hazai pályán a fehérváriak 3–0-ra győztek, s bár a visszavágón kikaptak 2–1-re, elnyerték a magyar labdarúgás történetének első magyar ligakupájának őszi idényét. Azonban az őszi szezon végén a csapatot első fokon kizárták az NB I-ből.
Ezek után megvált Szauerwein a csapattól, s Garancsi István nagyvállalkozó vásárolta meg a csapatot. Az új tulajdonos a közel egy milliárdos tartozásból azonnal rendezett közel 180 millió forintot, s megkezdte az élvonalbeli tagság visszaszerzésének folyamatát. Garancsi úr intézkedéseinek köszönhetően, az FC Fehérvár visszakapta a licencét. Mindeközben a csapat tagjaival is leültek beszélni, főként a kulcsjátékosokkal. Valamennyi játékossal megegyeztek, de Mario Božić és Jusuf Dajić nem volt hajlandó elfogadni a feltételeket. Később Dajić is igent mondott a vezetőségnek.
A licenc gondok megoldódásával az átigazolási piacon is elkezdődött a mozgolódás a Vidi részéről is. A megszűnés közelében lévő FC Sopron csapatától elhozták Sifter Tamást, illetve a REAC csapatától Polonkai Attilát. Az erősítéssel a csapat célja az volt, hogy valamelyik nemzetközi kupában részt vehessen a következő idényben. Időközben még két játékost szerződtetett a klub, igaz kisebb neveket, mint az eddigi igazolások. A vezetőség megegyezett Lázár Pállal, illetve a Tatabányától elküldött Sándor Istvánnal. Božić és a vezetőség továbbra sem jutott kompromisszumra, így ő az Újpestnél folytatta pályafutását. Tavasszal elért eredmények alapján, a Vidi második helyen végzett a tavaszi tabellán, sikerült elérni a kitűzött ötödik helyezést. A Ligakupa nagy döntőjében a gárda legyőzte a Debrecen csapatát, így megérdemelten hódította el, az első ízben kiírt sorozatot.

#### 2009/10-es szezon, 34 év után újra ezüstérem

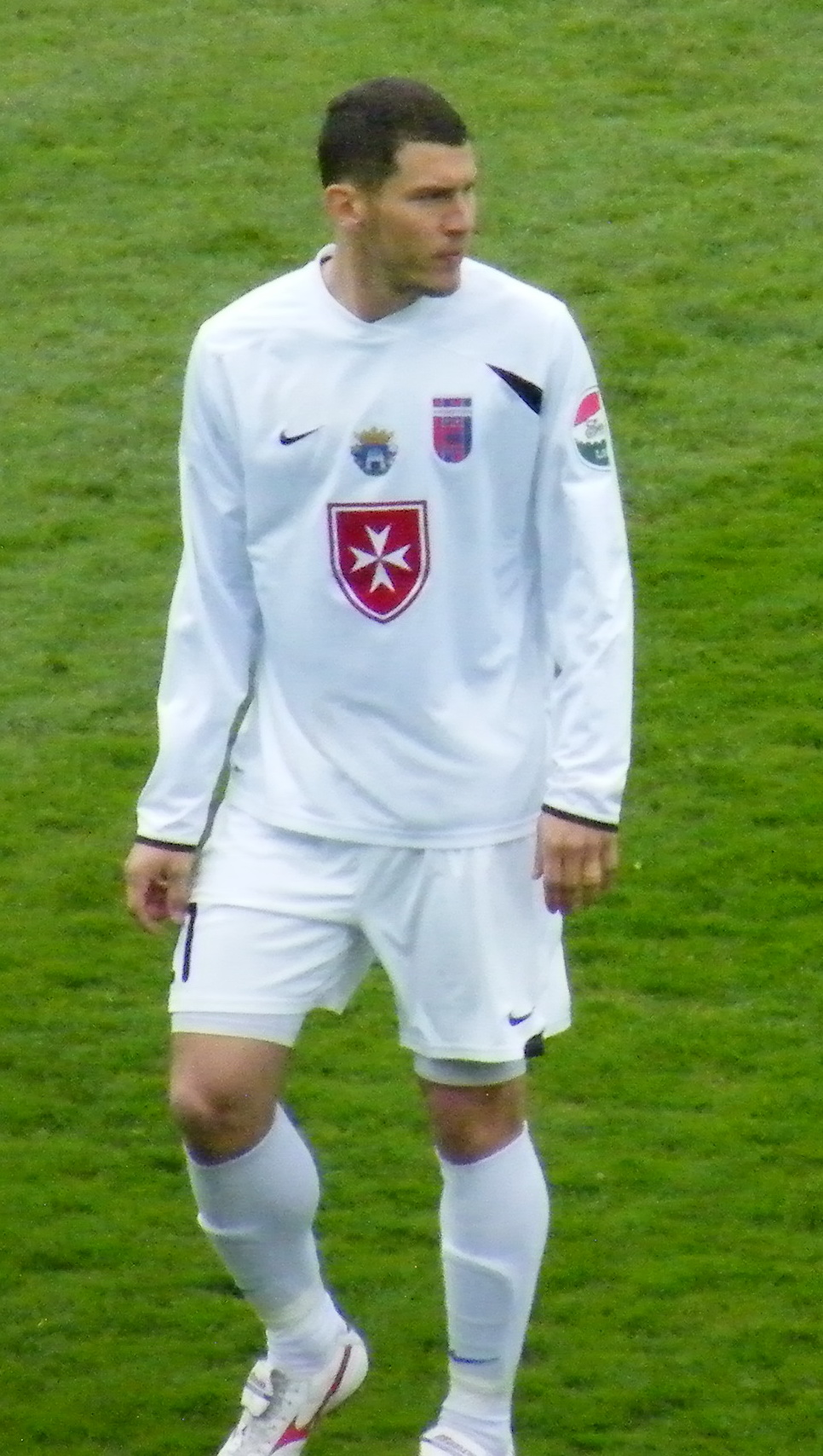
André Alves

2009 nyarán sokáig úgy tűnt, hogy a világhírű Lothar Matthäus lesz az élvonalban ismét Videoton FC néven induló székesfehérvári labdarúgócsapat vezetőedzője. Végül a megállapodás nem jött össze. Az új edző Mezey György lett. Még a legfanatikusabb fehérvári szurkolók sem számítottak olyan szezonkezdésre, amelyet a Vidi produkált, ugyanis az első fordulóban, Kecskeméten ütötték ki a hazai csapatot 6–3-ra. A lendület a következő fordulókban is megmaradt, és ősszel csupán a ZTE és a Haladás tudta legyőzni a Vidit. Egyedüli csapatként a 2009/10-es szezonban csak a Videoton nem csúszott le egy forduló erejéig sem a dobogóról. Az őszi remek teljesítményben, nagy szerepe volt a csapat brazil támadójának, André Alvesnek, aki tíz gólt ért el.
Télen több labdarúgó is érkezett a csapathoz. Az Újpesttől leigazolták Sándor Györgyöt, a Kaposvártól Nikolics Nemanját, az MTK-tól pedig Lencse Lászlót.
A tavaszi szezon a Videoton FC és a DVSC versenyfutásáról szólt az aranyéremért. A két csapat szó szerint a bajnokság utolsó percéig fej-fej mellett haladt de végül a szerencse a Loki mellé állt és megvédték a bajnoki címüket. A gólkirályi címet a Videoton támadója, a szerb Nikolić szerezte meg, tizennyolc találattal. Mivel a Magyar Kupát is a DVSC nyerte meg, így a Vidi az Európa-liga selejtezőjének a második fordulójában kezdi meg a nemzetközi kupaszereplést, a 2010/11-es szezonban.

#### 2010/11-es szezon
Az EL-sorsolás után kiderült, hogy a csapat ellenfele, a szlovén Maribor lesz, az első találkozót Magyarországon, 2010. július 15-én, míg a visszavágót, július 22-én Szlovéniában játszották. A sóstói pálya felújítását a nagy esőzések miatt nem tudták a megadott időre befejezni, így a meccset Győrben játszották, ahol 1-1-es döntetlen született. A szlovén csapat szerzett vezetést Mezga találatával, az egyenlítő gólt Horváth Gábor szerezte. A visszavágón Mariborban sima 2-0-s vereséget szenvedett a Videoton és ezzel búcsúzott. A bajnokságot a Siófok otthonában kezdte: ami 1-1-es döntetlen lett. Aztán legyőzték a Vasas (H) és az MTK-t (I) 3-0-ra, döntetlen a Fradival (H) 1-1 és vereség a DVSC-től (I) 3-1. Aztán jöttek az újabb győzelmek és a 7. forduló óta vezeti a táblázatot. A jó sorozatot hazai pályán és 6 veretlenségi sorozatot a Bp. Honvéd szakította meg 2-0-ra a 12. fordulóban. A Vidi legnagyobb tavaszi sikere a Fradi ellen volt az Üllői úton (5-0-s vendég siker). A csapat ebben a szezonban megnyerte a bajnokságot.
A bajnokság végeztével lejárt Mezey György szerződése a labdarúgócsapattal, s helyette Paulo Sousa-t szerződtette le 3 évre a Videoton.

#### 2011/2012-es szezon
A csapat edzőmérkőzéssel kezdte a szezont június 17-e és június 26-a között Olaszországban. Az edzőtábor alatt volt, június 20-án Nyonban a BL-sorsolás, amin a Videoton az osztrák Sturm Graz-t kapta. Az első mérkőzésre július 13-án került sor Klagenfurtban, a Videoton 2 – 0-s vereségével. A Bl sorsolás után Paulo Sousa rengeteg külföldi játékossal tűzte meg a csapatot, miközben fiatal magyar igazolása(Kovács István) illetve az utánpótlás két tehetséges játékosának beépítése(pl. Gyurcsó Ádám, Szolnoki Roland) is egyértelmű erősítést jelentettek.
A szezon felét a csapat a 3. helyen zárta – mind a Győri ETO, mind a DVSC-Teva több pontot gyűjtött a Videotonnál. A 2012-es szezon végén klubrekordot jelentő, 66 ponttal, a második helyen zárt a csapat, amely Európa-liga indulásra jogosította. Az MLSZ döntése értelmében abban az esetben, ha a magyar bajnok ugyanabban az évben megszerzi a Magyar Kupát is, akkor a bajnoki ezüstérmessel játszik a Szuperkupáért. A DVSC-Teva így a Videoton FC-t fogadta a rangadón, amelyet Székesfehérváron rendeztek 2012. július 11-én. A kupát, 2011 után második alkalommal, a Videoton FC nyerte, a meccsen 1-1-es állás után tizenegyesek döntöttek.

#### 2012–13-as szezon
Az Európa-liga-selejtező második körében a Videoton 1-1-es összesítéssel idegenben lőtt góllal kiejtette a szlovák Slovan Bratislava csapatát, majd a következő körben a belga KAA Gent csapata ellen 1-0-s győzelem után idegenben is 3-0-ra verte a belgákat. A rájátszás bizonyult a legnehezebbnek, ahol a török Trabzonspor csapatát kapta a fehérvári alakulat. A törökökkel idegenben és hazai pályán is 0-0 lett a vége, és tizenegyesekkel jutott az Európa-liga csoportkörébe. A portugál Sportingot (3-0) és a svájci Baselt is (2-1) legyőzték, de a csoportkörben kiestek.
A bajnokságban a 2. helyen végzett a csapat, miközben egy edzőváltáson is átesett, a fehérváriaknál Paolo Sousa helyére José Gomes érkezett.

#### 2013–2014-es szezon
Nagy reményekkel indult neki a szezonnak a csapat és jöttek is az eredmények a bajnokságban. A 14. fordulóig kisebb megszakításokkal a tabella első helyét sikerült kibérelnie a Videotonnak. Utána hullámvölgy következett és az idény végére sikerült visszaesni a 4. helyre. A kupában legjobb 16 között maradt alul Diósgyőr ellen, míg a ligakupában a miskolci döntőben szintén a Diósgyőr ütötte el a győzelemtől a fehérvári alakulatot. Az előző idényben szerzett második helyével kivívta magának az Európa-ligában való szereplést, ahol az első selejtezőkörben a montenegrói FK Mladost Podgorica idegenben lőtt góllal búcsúztatta a székesfehérvári együttest.

#### 2014–2015-ös szezon
Az előző kudarcnak megélt idény után, a csapat másodedzője Joan Carrillo kapta meg bizalmat. Új vezetői pozíciót hozott létre a klub, eddig Fehérváron nem létező sportigazgatói titulusban Burcsa Győzőt nevezték ki. 
Az előző kiírásban megszerzett negyedik hely elérése nem volt elég a nemzetközi kupákban való részvételre, így csak a hazai megmérettetésre koncentrálhatott az egyesület. Ez annyira jól sikerült, hogy megszerezte a Videoton FC második bajnoki címét.
Csak az első és a harmadik forduló végeztével nem a Vidi volt a tabella élén.
21 találattal Nikolics Nemanja volt a legeredményesebb játékos, így megszerezte 3. NB 1-es gólkirályi címét.
A sikeres szereplés Magyar kupában is összejött, döntőbe került a Videoton.
Az MLSZ kiírása és a Videoton FC vezetői beleegyezése miatt a mérkőzést a Groupama Arénában játszották le a csapatok. A Ferencváros 4-0-s eredménnyel megnyerte a 2014–15-ös magyar kupát.
Ligakupában nem sikerült a menetelés, a DVSC a negyeddöntőben búcsúztatta a csapatot.
Szuperkupa döntőben 2015. július 5.-n Székesfehérváron fogadta a bajnok Videoton FC a kupagyőztes Ferencvárost.
Folytatódott a Fradi elleni rossz sorozat, a kupadöntőhöz hasonlóan ismét alulmaradt a Vidi.
A jó eredmény ellenére, az egyesületen belül belső viszály alakult ki. Több meghatározó játékos távozott idény közben és végén, mint Marco Caneira,	Juan Calatayud, Stopira és gólkirályi címe ellenére szabadon igazolhatóként Nikolics Nemanja. Kihatott még a viszály a tulajdonosra Garancsi István is, aki kihagyta a bajnoki aranyérem átadását és a Kupadöntőt is.
Hiába bajnokság megnyerése, szezon végén Joan Carrillonak is távoznia kellett a klubtól.

#### 2018–2019-es szezon
2018. július 1-jétől a szezon végéig a csapat MOL Vidi FC néven szerepelt.

#### 2019–2020-as szezon
2019. július 1-jétől a csapat MOL Fehérvár FC néven szerepel. Novembertől a 2015-ben távozott katalán edző, Joan Carrillo vette át Marko Nikolics helyét a kispadon.

#### 2022–2023-as szezon
A Fehérvár a 2022-2023-as szezonban csak az utolsó fordulóban kerülte el a kiesést, és a bajnokságot csak a 10. helyen zárta. A MOL 2023. június 2-án bejelentette, hogy nem szponzorálja tovább a klubot. A cég 2018 júliusától névadó szponzora volt a fehérvári együttesnek.

## Névváltozások
Névadója a legendás székesfehérvári nagyvállalat, a Videoton, vagyis az egykori Vadásztölténygyár. A gyakori névváltoztatás ellenére évtizedek óta a közbeszédben Videoton néven ismert a csapat.
- 1941 alapítás: Vadásztölténygyári SK
- 1942–1945: Székesfehérvári MOVE Vadásztölténygyár Sport és Kultúr Egyesület
- 1947–1948: Székesfehérvári Vadàsztölténygyàr SE
- 1948–1950: Fehérvári Dolgozók SE
- 1950:Székesfehérvàri Vadàsztölténygyàri SK
- 1951: Székesfehérvári Vadàsztölténygyàri Vasas SE
- 1952-1957:Székesfehérvàri Vadàsztölténygyàri Vasas SK
- 1957-1962:Székesfehérvàri Vasas SC
- 1962–1968: Székesfehérvári VT Vasas SE
- 1968–1990: Videoton Sport Club
- 1990–1991: Videoton-Waltham SC
- 1991–1993: Videoton-Waltham FC
- 1993–1995: Parmalat FC
- 1995–1996: Fehérvár-Parmalat FC
- 1996: Fehérvár '96 FC
- 1996: Fehérvàr Parmalat '96 FC
- 1996–2004: Videoton FC Fehérvár
- 2004–2009: FC Fehérvár
- 2009–2018: június 30.: Videoton FC
- 2018. július 1.–2019. június 30.: MOL Vidi FC
- 2019–2023: MOL Fehérvár FC
- 2023–2025. július 4.: Fehérvár FC
- 2025. július 4.–: Videoton FC Fehérvár

## Sikerek

### Magyar bajnokság
- 3 aranyérem – 2010–11, 2014–15, 2017–18
- 8 ezüstérem – 1975–76, 2009–10, 2011–12, 2012–13, 2015–16, 2016–17, 2018–19, 2019–20
- 4 bronzérem – 1983–84, 1984–85, 2005–06, 2020–21

### Magyar kupa
- 2 aranyérem – 2005–06, 2018–19
- 5 ezüstérem – 1981–82, 2000–01, 2010–11, 2014–15, 2020–21

### Szuperkupa
- 2 aranyérem – 2011, 2012
- 3 ezüstérem – 2006, 2010, 2015

### Ligakupa
- 3 aranyérem – 2007–08, 2008–09, 2011–12
- 2 ezüstérem – 2012–13, 2013–14

### UEFA-kupa
- 1 ezüstérem – 1984–85

### A csapat eddigi gólkirályai
| Idény   | Név              | Gól |
| ------- | ---------------- | --- |
| 1983–84 | Szabó József     | 19  |
| 1988–89 | Petres Tamás     | 19  |
| 2009–10 | Nikolics Nemanja | 18* |
| 2010–11 | André Alves      | 24  |
| 2013–14 | Nikolics Nemanja | 18  |
| 2014–15 | Nikolics Nemanja | 21  |

*Ebből 10 gólt az őszi idényben a Kaposvári Rákóczi FC színeiben szerzett.

## Nemzetközi kupaszereplések
Az eredmények minden esetben a Fehérvár FC illetve korábbi nevén Videoton FC szemszögéből értendőek, a dőlten írt mérkőzéseket pályaválasztóként játszotta.

### UEFA-kupa
| Szezon  | Forduló         | Ellenfél             | 1. mérk. | 2. mérk. | Össz. |
| ------- | --------------- | -------------------- | -------- | -------- | ----- |
| 1974–75 | 1. forduló      | SSC Napoli           | 0–2      | 1–1      | 1–3   |
| 1976–77 | 1. forduló      | Fenerbahçe           | 1–2      | 4–0      | 5–2   |
| 1976–77 | 2. forduló      | Wacker Innsbruck     | 1–1      | 1–0      | 2–1   |
| 1976–77 | 3. forduló      | 1. FC Magdeburg      | 0–5      | 1–0      | 1–5   |
| 1981–82 | 1. forduló      | Rapid Wien           | 2–2      | 0–2      | 2–4   |
| 1984–85 | 1. forduló      | Dukla Praha          | 1–0      | 0–0      | 1–0   |
| 1984–85 | 2. forduló      | Paris Saint-Germain  | 4–2      | 1–0      | 5–2   |
| 1984–85 | 3. forduló      | Partizan Beograd     | 5–0      | 0–2      | 5–2   |
| 1984–85 | Negyeddöntő     | Manchester United    | 0–1      | 1–0      | 1–1   |
| 1984–85 | Elődöntő        | Željezničar Sarajevo | 3–1      | 1–2      | 4–3   |
| 1984–85 | Döntő           | Real Madrid          | 0–3      | 1–0      | 1–3   |
| 1985–86 | 1. forduló      | Malmö FF             | 1–0      | 2–3      | 3–3   |
| 1985–86 | 2. forduló      | Legia Warszawa       | 0–1      | 1–1      | 1–2   |
| 1989–90 | 1. forduló      | Hibernian            | 0–1      | 0–3      | 0–4   |
| 2006–07 | 1. selejtezőkör | Kajrat Almati        | 1–0      | 1–2      | 2–2   |
| 2006–07 | 2. selejtezőkör | Grasshopper          | 1–1      | 0–2      | 1–3   |

### Intertotó-kupa
| Szezon | Forduló    | Ellenfél      | 1. mérk. | 2. mérk. | Össz. |
| ------ | ---------- | ------------- | -------- | -------- | ----- |
| 2003   | 1. forduló | Marek Dupnica | 2–2      | 2–3      | 4–5   |

### UEFA-bajnokok ligája
| Szezon    | Forduló         | Ellenfél              | 1. mérk. | 2. mérk.   | Össz.      |
| --------- | --------------- | --------------------- | -------- | ---------- | ---------- |
| 2011-2012 | 2. selejtezőkör | Sturm Graz            | 0–2      | 3–2        | 3–4        |
| 2015-2016 | 2. selejtezőkör | The New Saints FC     | 1–0      | 1–1 (h.u.) | 2–1        |
| 2015-2016 | 3. selejtezőkör | FK BATE Bariszav      | 1–1      | 0–1        | 1–2        |
| 2018-2019 | 1. selejtezőkör | F91 Dudelange         | 1-1      | 2-1        | 3-2        |
| 2018-2019 | 2. selejtezőkör | PFK Ludogorec Razgrad | 0-0      | 1-0        | 1-0        |
| 2018-2019 | 3. selejtezőkör | Malmö FF              | 1-1      | 0-0        | 1-1 (i.g.) |
| 2018-2019 | Play-off        | AÉK                   | 1-2      | 1-1        | 2-3        |

### Európa-liga
| Szezon  | Forduló         | Ellenfél              | 1. mérk.   | 2. mérk.     | Össz.        |
| ------- | --------------- | --------------------- | ---------- | ------------ | ------------ |
| 2010–11 | 2. selejtezőkör | NK Maribor            | 1–1        | 0–2          | 1–3          |
| 2012–13 | 2. selejtezőkör | ŠK Slovan Bratislava  | 1–1        | 0–0          | 1–1 (i.g.)   |
| 2012–13 | 3. selejtezőkör | KAA Gent              | 1–0        | 3–0          | 4–0          |
| 2012–13 | Rájátszás       | Trabzonspor           | 0-0        | 0–0 (t. 4–2) | 0–0          |
| 2012–13 | Csoportkör      | Sporting CP           | 3–0        | 1–2          | 4–2          |
| 2012–13 | Csoportkör      | FC Basel              | 2-1        | 0–1          | 2–2          |
| 2012–13 | Csoportkör      | KRC Genk              | 0–3        | 0–1          | 0–4          |
| 2013–14 | 1. selejtezőkör | Mladost Podgorica     | 2–1        | 0–1          | 2–2 (i.g.)   |
| 2016–17 | 1. selejtezőkör | Zaria Bălți           | 3–0        | 0–2          | 3–2          |
| 2016–17 | 2. selejtezőkör | FK Čukarički          | 2–0        | 1–1          | 3–1          |
| 2016–17 | 3. selejtezőkör | FC Midtjylland        | 0–1        | 1–1 (h.u.)   | 1–2          |
| 2017–18 | 1. selejtezőkör | Balzan FC             | 2–0        | 3–3          | 5–3          |
| 2017–18 | 2. selejtezőkör | Nomme Kalju           | 0-3        | 1-1          | 4-1          |
| 2017–18 | 3.selejtezőkör  | Girondins de Bordeaux | 1-2        | 1-0          | 2-2 (i.g.)   |
| 2017–18 | Rájátszás       | Partizan Belgrad      | 0-0        | 0-4          | 0-4          |
| 2018–19 | Csoportkör      | Chelsea FC            | 0-1        | 2-2          | 2-3          |
| 2018–19 | Csoportkör      | PAÓK PAE              | 2-0        | 1-0          | 3-0          |
| 2018–19 | Csoportkör      | FK BATE Bariszav      | 0-2        | 0-2          | 0-4          |
| 2019–20 | 1. selejtezőkör | Zeta                  | 5-1        | 0–0          | 5-1          |
| 2019–20 | 2. selejtezőkör | FC Vaduz              | 1–0        | 0–2 (h.u.)   | 1-2          |
| 2020–21 | 1. selejtezőkör | Bohemians             | 1–1 (h.u.) |              | 1-1 (t. 4-2) |
| 2020–21 | 2. selejtezőkör | Hibernians            | 1-0        |              | 1-0          |
| 2020–21 | 3. selejtezőkör | Reims                 | 0–0 (h.u.) |              | 0-0 (t. 4-1) |
| 2020–21 | Rájátszás       | Standard Liège        | 1–3        |              | 1–3          |

### UEFA Konferencia Liga
| Szezon  | Forduló         | Ellenfél       | 1. mérk. | 2. mérk. | Össz. |
| ------- | --------------- | -------------- | -------- | -------- | ----- |
| 2021–22 | 1. selejtezőkör | Ararat Jerevan | 1–1      | 0–2      | 1–3   |
| 2022–23 | 2. selejtezőkör | Gabala         | 4–1      | 1–2      | 5–3   |
| 2022–23 | 3. selejtezőkör | FC Petrocub    | 5–0      | 2-1      | 7–1   |
| 2022–23 | Rájátszás       | FC Köln        | 2–1      | 0–3      | 2–4   |
| 2024–25 | 2. selejtezőkör | Sumqayit       | 2-1      | 0-0      | 2-1   |
| 2024–25 | 3. selejtezőkör | Omónia         | 0-1      | 0-2      | 0-3   |

### Összesítés
| Kiírás                | M  | GY | D  | V  | LG–KG | GK |
| --------------------- | -- | -- | -- | -- | ----- | -- |
| UEFA-kupa             | 32 | 12 | 6  | 14 | 35–40 | –5 |
| UEFA-bajnokok ligája  | 11 | 4  | 5  | 2  | 11–10 | +1 |
| Európa-liga           | 30 | 10 | 10 | 10 | 29–28 | +1 |
| Intertotó-kupa        | 2  | 0  | 1  | 1  | 4–5   | –1 |
| UEFA Konferencia Liga | 12 | 5  | 2  | 5  | 17–15 | +2 |
| Összesen              | 87 | 31 | 24 | 32 | 96-98 | -2 |

## Játékoskeret
Utolsó módosítás: 2024. február 12.
A vastaggal jelzett játékosok felnőtt válogatottsággal rendelkeznek.
A dőlttel jelzett játékosok kölcsönben szerepelnek a klubnál.
*A második csapat keretében is pályára lépő játékos.
Az érték oszlopban szereplő , , és = jelek azt mutatják, hogy a Transfermarkt legutóbbi adatfrissítése előtti állapothoz képest mennyit  nőtt, csökkent a játékos értéke, vagy ha nem változott, akkor azt az = jel mutatja.

| Mezszám       | Név                | Nemzetiség                 | Születési hely   | Születési idő (kor)            | Korábbi csapat           | Érték (€)            | Szerződés lejárta |
| ------------- | ------------------ | -------------------------- | ---------------- | ------------------------------ | ------------------------ | -------------------- | ----------------- |
|               |                    |                            |                  |                                |                          |                      |                   |
| Kapusok       |                    |                            |                  |                                |                          |                      |                   |
| 22            | Tóth Balázs        | magyar                     | Kazincbarcika    | 1997. szeptember 4. (27 éves)  | Puskás Akadémia FC       | 450 000 ( 50 000)    | 2024.06.30.       |
| 42            | Emil Rockov        | szerb · magyar             | Újvidék          | 1995. január 27. (30 éves)     | FK Vojvodina             | 200 000 (=)          | 2024.06.30.       |
| 51            | Gergely Roland*    | magyar · román             | Székelyudvarhely | 2005. április 6. (20 éves)     | Utánpótlásból került fel | 10 000 ( 10 000)     | Nem publikus      |
| 75            | Veszelinov Dániel  | magyar                     | Szeged           | 2001. július 5. (24 éves)      | FC DAC 1904              | 200 000 ( 25 000)    | 2026.06.30.       |
| Védők         |                    |                            |                  |                                |                          |                      |                   |
| 3             | Kasper Larsen      | dán                        | Odense           | 1993. január 25. (32 éves)     | Odense BK                | 350 000 ( 50 000)    | 2025.06.30.       |
| 4             | Spandler Csaba     | magyar                     | Mór              | 1996. március 7. (29 éves)     | Puskás Akadémia FC       | 400 000 ( 50 000)    | 2026.06.30.       |
| 5             | Fiola Attila       | magyar                     | Szekszárd        | 1990. február 17. (35 éves)    | Puskás Akadémia FC       | 400 000 ( 100 000)   | 2024.06.30.       |
| 16            | Simut Mario        | magyar · román             | Nagyvárad        | 2003. szeptember 23. (21 éves) | Szombathelyi Haladás     | 150 000 (=)          | 2026.06.30.       |
| 31            | Nikola Szerafimov  | macedón                    | Szkopje          | 1999. augusztus 11. (25 éves)  | Zalaegerszegi TE FC      | 700 000 ( 250 000)   | 2025.06.30.       |
| 33            | Bese Barnabás      | magyar                     | Budapest         | 1994. május 6. (31 éves)       | Oud-Heverlee Leuven      | 400 000 ( 100 000)   | 2024.06.30.       |
| 44            | Gergényi Bence     | magyar                     | Budapest         | 1998. március 16. (27 éves)    | Zalaegerszegi TE FC      | 500 000 ( 125 000)   | 2025.06.30.       |
| 65            | Hangya Szilveszter | magyar                     | Baja             | 1994. január 2. (31 éves)      | Vasas FC                 | 200 000 ( 50 000)    | 2024.06.30.       |
| Középpályások |                    |                            |                  |                                |                          |                      |                   |
| 13            | Kalmár Zsolt       | magyar                     | Győr             | 1995. június 9. (30 éves)      | FC DAC 1904              | 1 000 000 (=)        | 2025.06.30.       |
| 14            | Csongvai Áron      | magyar                     | Budapest         | 2000. október 31. (24 éves)    | Újpest FC                | 800 000 ( 100 000)   | 2025.12.31.       |
| 18            | Sigér Dávid        | magyar                     | Debrecen         | 1990. november 30. (34 éves)   | Ferencvárosi TC          | 300 000 ( 100 000)   | Nem publikus      |
| 20            | Tobias Christensen | norvég                     | Kristiansand     | 2000. május 11. (25 éves)      | Vålerenga Fotball        | 700 000 ( 150 000)   | 2025.06.30.       |
| 21            | Rúben Pinto        | portugál                   | Arroja           | 1992. április 24. (33 éves)    | PFK CSZKA Szofija        | 300 000 ( 50 000)    | 2024.06.30.       |
| 77            | Katona Mátyás      | magyar                     | Budapest         | 1999. december 30. (25 éves)   | Újpest FC                | 700 000 ( 300 000)   | 2025.12.31.       |
| 99            | Pető Milán*        | magyar                     | Breda            | 2005. január 25. (20 éves)     | Utánpótlásból került fel | 50 000 (=)           | 2025.06.30.       |
| Támadók       |                    |                            |                  |                                |                          |                      |                   |
| 7             | Schön Szabolcs     | magyar                     | Budapest         | 2000. szeptember 27. (24 éves) | FC Dallas                | 800 000 ( 50 000)    | 2025.06.30.       |
| 9             | Berki Marcell*     | magyar                     | Székesfehérvár   | 2004. június 14. (21 éves)     | FC Liefering             | 150 000 (=)          | 2025.06.30.       |
| 10            | Lirim Kastrati     | Koszovó · albán            | Hogoshti         | 1999. január 16. (26 éves)     | KP Legia Warszawa        | 500 000 (=)          | 2025.06.30.       |
| 15            | Nicolás Stefanelli | argentin · olasz           | Quilmes          | 1994. november 22. (30 éves)   | Inter Miami CF           | 1 000 000 ( 200 000) | 2025.06.30.       |
| 19            | Kovács Patrik*     | magyar                     | Budapest         | 2007. augusztus 15. (17 éves)  | Vasas FC II              | -                    | Nem publikus      |
| 27            | Szabó Levente      | magyar                     | Székesfehérvár   | 1999. június 6. (26 éves)      | Genoa CFC U19            | 300 000 ( 100 000)   | 2024.06.30.       |
| 68            | Nejc Gradisar      | szlovén                    | Ljubljana        | 2002. augusztus 6. (22 éves)   | NK Rogaska               | 350 000 ( 125 000)   | Nem publikus      |
| 70            | Mamoudou Karamoko  | francia · Elefántcsontpart | Párizs           | 1999. június 8. (26 éves)      | FC København             | 500 000 ( 200 000)   | 2024.06.30.       |
| 71            | Tóth Tamás Vid*    | magyar                     | Székesfehérvár   | 2004. szeptember 13. (20 éves) | Utánpótlásból került fel | 25 000 ( 25 000)     | Nem publikus      |
| 82            | Menyhárt Zsombor** | magyar                     | Székesfehérvár   | 2004. június 24. (21 éves)     | Utánpótlásból került fel | 50 000 (=)           | 2024.06.30.       |

| Név            | Poszt       | Nemzetiség        | Születési hely | Születési idő (kor)         | Kölcsönben itt           | Érték (€)          | Kölcsön lejárta |
| -------------- | ----------- | ----------------- | -------------- | --------------------------- | ------------------------ | ------------------ | --------------- |
| Dala Martin    | kapus       | magyar            | Székesfehérvár | 2004. április 26. (21 éves) | Nyíregyháza Spartacus FC | 150 000 ( 100 000) | 2024.06.30.     |
| Babos Bence    | középpályás | magyar            | Győr           | 2004. február 12. (21 éves) | FC Ajka                  | 75 000 ( 75 000)   | 2024.06.30.     |
| Franck Bambock | középpályás | francia · Kamerun | Douala         | 1995. április 7. (30 éves)  | Panaitolikósz GFSZ       | 600 000 ( 300 000) | 2024.06.30.     |

## Vezetőség és szakmai stáb
2024. június 15-nek megfelelően.
| Sportigazgató    |                        |
| Vezetőedző       | Tímár Krisztián        |
| Edző             | magyar                 |
| Edző             | magyar                 |
| Erőnléti edző    | Ambrus Hunor           |
| Kapusedző        | Hegedüs Ferenc         |
| Technikai vezető | Rédei Norbert          |
| Videóelemző      | Pap Bence              |
| Orvos            | Dr. Balog László       |
| Orvos            | Dr. Kovács Tibor Dávid |
| Fizioterapeuta   | Barta Gábor            |
| Sportmasszőr     | Debreceni Tibor        |
| Sportmasszőr     | Fejes Ildikó           |
| Sportmasszőr     | Gál Gergely            |
| Sportmasszőr     | Gáspár Péter           |
| Kitman           | Lakatos Róbert         |

## Statisztikák

### A Vidi legjobb góllövői az élvonalban
| #   | Játékos          | Gól | Mérkőzés | Gólátlag |
| --- | ---------------- | --- | -------- | -------- |
| 1.  | Nikolics Nemanja | 113 | 194      | 0,55     |
| 2.  | Szabó József     | 111 | 236      | 0,47     |
| 3.  | Tieber László    | 77  | 220      | 0,35     |
| 4.  | Karsai László    | 71  | 334      | 0,21     |
| 5.  | Burcsa Győző     | 67  | 177      | 0,38     |
| 6.  | Wollek Tibor     | 65  | 202      | 0,32     |
| 7.  | Horváth Ferenc   | 63  | 171      | 0,37     |
| 8.  | Májer Lajos      | 58  | 289      | 0,20     |
| 9.  | Nagy II. János   | 56  | 269      | 0,21     |
| 10. | André Alves      | 55  | 91       | 0,60     |
| 11. | Szalmásy Tamás   | 50  | 163      | 0,31     |
| 12. | Sitku Illés      | 48  | 116      | 0,41     |
| 13. | Novath György    | 45  | 255      | 0,18     |
| 14. | Dvéri Zsolt      | 39  | 240      | 0,16     |
| 15. | Sallói István    | 38  | 131      | 0,29     |

- Forrás: Transfermarkt: Nikolics Nemanja [40]
- (Forrás: Botos István: a Videoton Labdarúgó Krónikája 1941-1991, MLSZ adatbank, Nemzeti Sport archív)[41]
- a vastaggal szedett játékosok még a klub aktív játékosai

### Bajnoki múlt
A Fehérvár FC illetve korábbi nevén Videoton FC eredményei a Magyar labdarúgó-bajnokság, első osztályában.
| Idény | Helyezés | Idény | Helyezés | Idény | Helyezés | Idény | Helyezés | Idény | Helyezés | Idény | Helyezés | Idény | Helyezés |
| ----- | -------- | ----- | -------- | ----- | -------- | ----- | -------- | ----- | -------- | ----- | -------- | ----- | -------- |
| 1968  | 15. hely | 1970  | 11. hely | 1971  | 10. hely | 1972  | 7. hely  | 1973  | 5. hely  | 1974  | 4. hely  | 1975  | 5. hely  |
| 1976  | 2. hely  | 1977  | 6. hely  | 1978  | 4. hely  | 1979  | 9. hely  | 1980  | 4. hely  | 1981  | 4. hely  | 1982  | 4. hely  |
| 1983  | 13. hely | 1984  | 3. hely  | 1985  | 3. hely  | 1986  | 6. hely  | 1987  | 14. hely | 1988  | 11. hely | 1989  | 4. hely  |
| 1990  | 9. hely  | 1991  | 8. hely  | 1992  | 7. hely  | 1993  | 6. hely  | 1994  | 9. hely  | 1995  | 14. hely | 1996  | 13. hely |
| 1997  | 8. hely  | 1998  | 16. hely | 1999  | 16. hely | 2001  | 8. hely  | 2002  | 5. hely  | 2003  | 8. hely  | 2004  | 8. hely  |
| 2005  | 8. hely  | 2006  | 3. hely  | 2007  | 6. hely  | 2008  | 5. hely  | 2009  | 6. hely  | 2010  | 2. hely  | 2011  | 1. hely  |
| 2012  | 2. hely  | 2013  | 2. hely  | 2014  | 4. hely  | 2015  | 1. hely  | 2016  | 2. hely  | 2017  | 2. hely  | 2018  | 1. hely  |
| 2019  | 2. hely  | 2020  | 2. hely  | 2021  | 3. hely  | 2022  | 4. hely  | 2023  | 10. hely | 2024  | 4. hely  | 2025  | 11. hely |

### Edzők 1957-től, napjainkig

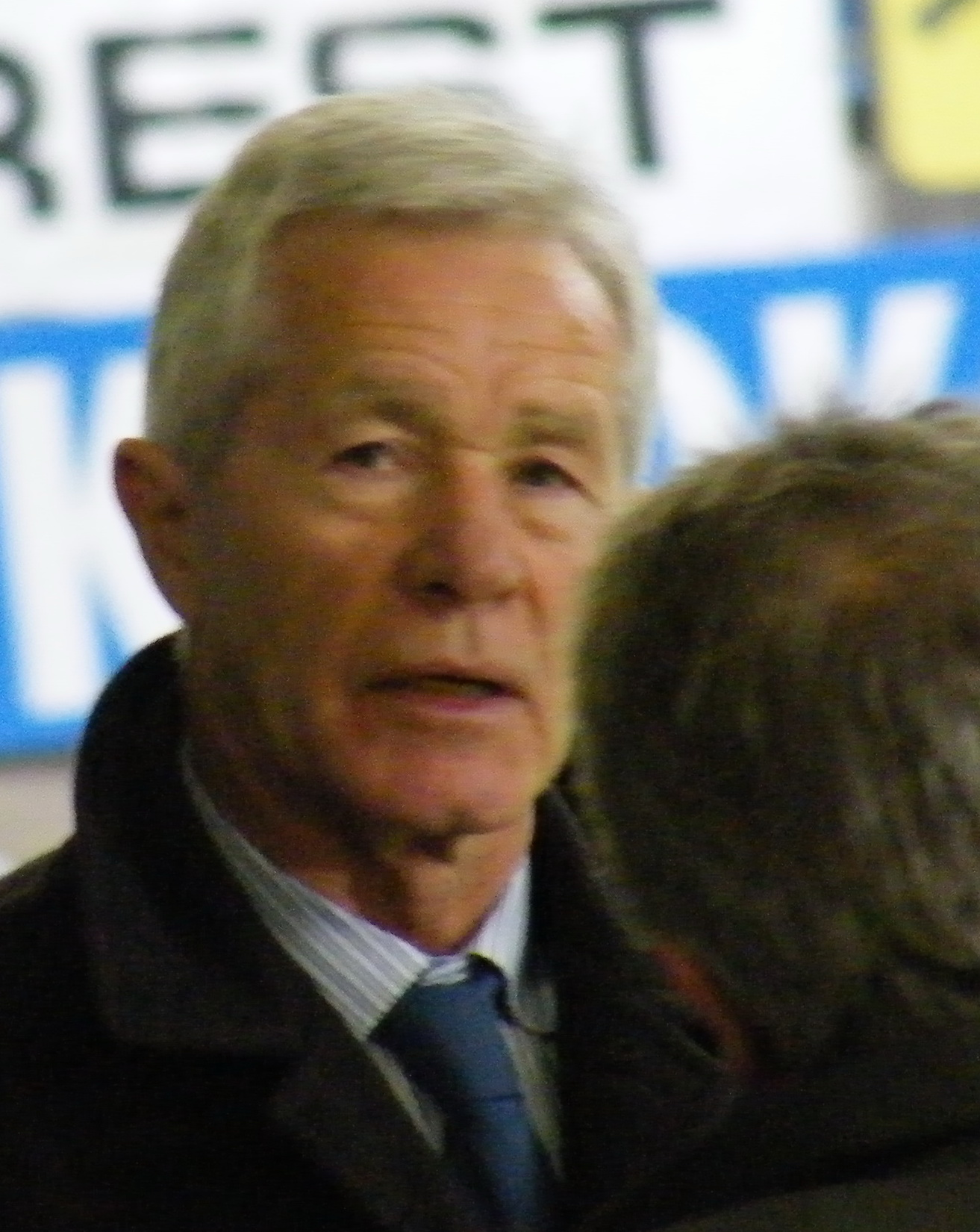
Mezey György vezette első ízben bajnoki címig a Videotont

| Edző               | Időszak   |
| ------------------ | --------- |
| Turay András       | 1957–1959 |
| Gábor Sándor       | 1959–1961 |
| Moór Ede           | 1961–1963 |
| Albert József      | 1964–1965 |
| Gábor Sándor       | 1966      |
| Kárász Endre       | 1966      |
| Kárpáti Béla       | 1967–1968 |
| Németh Lajos       | 1968      |
| Turay András       | 1969      |
| Kovács Imre        | 1970–1971 |
| Kalocsay Géza      | 1971–1972 |
| Kovács Ferenc      | 1972–1977 |
| Lantos Mihály      | 1977–1980 |
| Verebes József     | 1980–1981 |
| Szentmihályi Antal | 1981–1982 |
| Molnár Ferenc      | 1982–1983 |
| Kovács Ferenc      | 1983–1986 |
| Tajti József       | 1986–1987 |
| Kovács Ferenc      | 1987–1988 |
| Kaszás Gábor       | 1988–1989 |

| Edző              | Időszak   |
| ----------------- | --------- |
| Mezey György      | 1990      |
| Burcsa Győző      | 1990–1992 |
| Hartyáni Gábor    | 1992–1994 |
| Kiss László       | 1994      |
| Jenei Imre        | 1994      |
| Szabó Károly      | 1994–1995 |
| Csongrádi Ferenc  | 1995–1996 |
| Slobodan Kustudić | 1996–1997 |
| Disztl László     | 1997      |
| Szabó József      | 1997      |
| Vágó Attila       | 1998      |
| Csongrádi Ferenc  | 1998      |
| Verebes József    | 1998–1999 |
| Csank János       | 1999–2000 |
| Csongrádi Ferenc  | 2000–2001 |
| Várhidi Péter     | 2001–2002 |
| Bicskei Bertalan  | 2003      |
| Csank János       | 2003–2004 |
| Csertői Aurél     | 2004–2006 |
| Németh Zoltán     | 2006      |

| Edző                | Időszak   |
| ------------------- | --------- |
| Marijan Vlak        | 2006–2007 |
| Disztl László       | 2008      |
| Varga István        | 2008–2009 |
| Disztl László       | 2008–2009 |
| Mezey György        | 2009–2011 |
| Paulo Sousa         | 2011–2013 |
| José Manuel Gomes   | 2013–2014 |
| Joan Carrillo Milán | 2014–2015 |
| Bernard Casoni      | 2015      |
| Pető Tamás          | 2015      |
| Horváth Ferenc      | 2015–2016 |
| Henning Berg        | 2016–2017 |
| Marko Nikolić       | 2017–2019 |
| Joan Carrillo Milán | 2019–2020 |
| Márton Gábor        | 2020–2021 |
| Szalai Tamás        | 2021      |
| Szabics Imre        | 2021–2022 |
| Michael Boris       | 2022      |
| Huszti Szabolcs     | 2022–2023 |
| Bartosz Grzelak     | 2023–2024 |
| Pető Tamás          | 2024-2025 |
| Tímár Krisztián     | 2025-     |

## Ismertebb játékosok
* a félkövérrel írt játékosok rendelkeznek felnőtt válogatottsággal.
- Mario Božić
- Mladen Božović
- Marco Caneira
- Muzsnay Zsolt
- Danko Lazović
- Stopira
- Burcsa Győző
- Csongrádi Ferenc
- Csuhay József
- Csucsánszky Zoltán
- Disztl László
- Disztl Péter
- Fejes Gábor
- Fister Ferenc
- Garamvölgyi Lajos
- Hartyáni Gábor
- Horváth Gábor
- Karsai László
- Koszta János
- Kovács József
- Kovács László
- Májer Lajos
- Máriási Zsolt
- Nagy II János
- Nagy III János
- Petres Tamás
- Sallói István
- Szabó József
- Szalmásy Tamás
- Tieber László
- Vadász Imre
- Végh Tibor
- Wollek Tibor

## Stadion

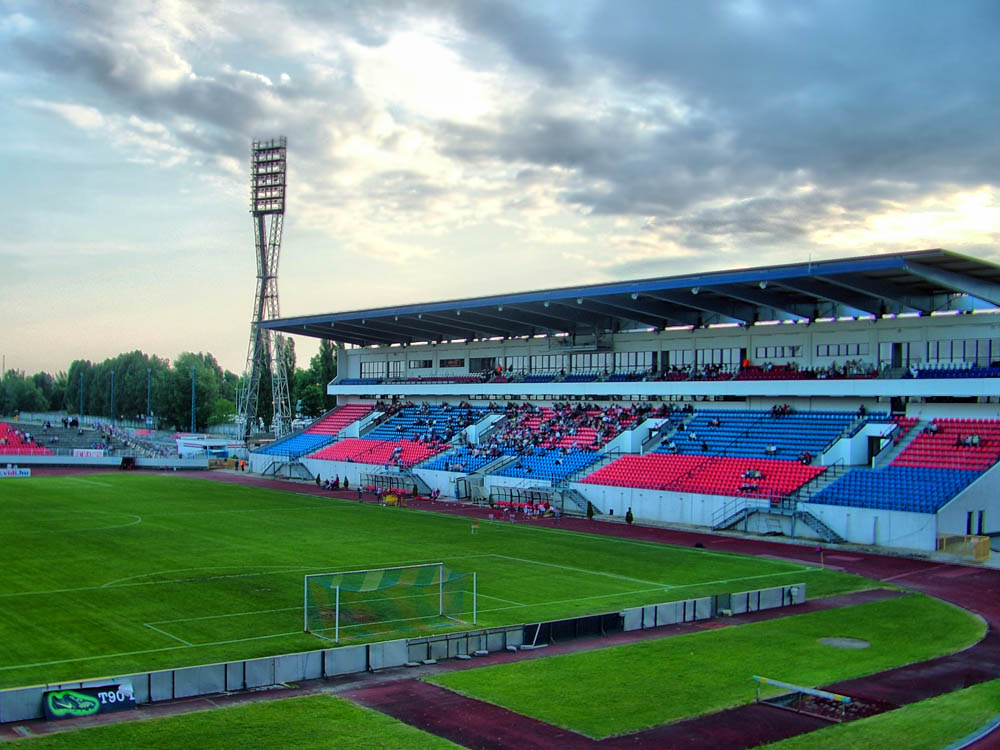
A stadion 2004-ben átadott főtribünje

A Sóstói Stadion Fejér vármegye legnagyobb labdarúgópályája, amely 14 201 néző befogadására képes. Jelenleg a Videoton csapata játssza pályáján hazai mérkőzéseit, de egy rövid ideig itt volt az agárdi Gázszer FC otthona is. A stadiont 1967-ben nyitották meg, majd a 80-as évekig fokozatosan építették az egyre újabb létesítményeket. Nézőcsúcsa az UEFA-kupa 1985-ös döntőjének első mérkőzéséhez fűződik, amikor a Real Madrid vendégszereplését 40 ezer szurkoló látta. 2002 után többször is szóba került, mint lehetséges magyarországi Eb-helyszín, ezért a stadiont elkezdték modernizálni. A rekonstrukció 2002-ben kezdődött el, a következő két évben épült fel a teljesen új főlelátó. Az új létesítményt úgy alakították ki, hogy az UEFA szigorú elvárásainak is megfeleljen, igaz az Eb-pályázatok sorozatos bukása miatt a fejlesztések a későbbiekben nem folytatódtak. 2010-ben a Videoton jó bajnoki szereplése nyomán bővítették a VIP-szektort és valamennyi szektorban székeket szereltek fel, hogy a stadion a nemzetközi mérkőzések során minél több nézőt fogadhasson.

## Szurkolók

### Red–Blue Devils
Az RBD 1992 telén alakult meg, a csoport, a B-közép akkori helyén, a déli kanyarban bontott zászlót. A törzshely az évek során változott, ám a 2000-től már az „E-szektor” lett az állandó helyük.[forrás?] Az alapító tagok célkitűzése nem lehetett más, mint csapatunk, a Videoton FC Fehérvár támogatása egy jól megszervezett szurkolói csoport által, valamint a szurkolás egységesebbé tétele a stadionon belül.[forrás?] Az 1993/94-es és az 1994/95-ös bajnoki szezonokban nyújtott gyenge teljesítmény miatt a létszám jelentősen visszaesett,[forrás?] az alapító tagok lelkesedése csökkent és ezzel együtt a szurkolás színvonala is romlott.[forrás?] Utána ismét szebb évek következtek, az 1996/97-es szezonban készítették el az első koreográfiát.[forrás?] Az 1998/99-es évadban több jelentős változás is történt.[forrás?] A Vidi kiesett az élvonalból, és az összes apró csoport beolvadt az RBD-be, vagy teljesen megszűnt. A Red–Blue Devils fennállásának, no meg egyben a klubnak is, az egyik legeredményesebb szezonja a 2005/06-os szezon volt,[forrás?] melynek során történetükben először megnyerték a Magyar Kupát, valamint bronzérmet szereztek a bajnokságban.[forrás?] A kupagyőzelemhez kapcsolódott a legnagyobb létszámú túra szervezése is, amelyben a Baráti Kör segítségével mintegy 4 000 Vidi-szurkoló utazott el az Üllői útra.[forrás?]
Szurkolói csoportok
- Giants (1997–)
- Red–Blue Devils (1992–)
- Ultras of Red-Blue City
- Sóstói Hableányok (1996–)
- Videoton Baráti Kör Egyesület
- Videoton Futball Barátok Clubja (2010–)

### Videoton induló
| De jó újra hallani Zúg a Hajrá Vidi Újra kéklő a Sóstói ég Futball lázban ég a nép Egy ország búcsút int felénk Velünk Párizsba száguld a gép Szálljon a dal most az ég felé Sóstó felett újra felragyog a fény Zsúfolt az A és a B közép Óriási most újra a tét Szálljon a dal most az ég felé Sóstó felett újra felragyog a fény Zsúfolt az A és a B közép Győzelemre szurkol a nép Jött a sztár jugó csapat És a 3: 1 után Láttunk sírni sok híres csatárt Majd a végső pillanat Egy spanyol szupercsapat Ünnepelte Hungáriát Szálljon a dal most az ég felé Sóstó felett újra felragyog a fény Zsúfolt az A és a B közép Óriási most újra a tét | Szálljon a dal most az ég felé Sóstó felett újra felragyog a fény Zsúfolt az A és a B közép Győzelemre szurkol a nép Kedves szurkolósereg Dallal így köszönjük meg Azt, hogy együtt vagyunk győztesek Ünnep akkor minden nap Melyen gólt lő a csapat Mikor pályán a döntős 11 Szálljon a dal most az ég felé Sóstó felett újra felragyog a fény Zsúfolt az A és a B közép Óriási most újra a tét Szálljon a dal most az ég felé Sóstó felett újra felragyog a fény Zsúfolt az A és a B közép Győzelemre szurkol a nép (Túri Lajos & Videoton Big Band, 1985) |  |

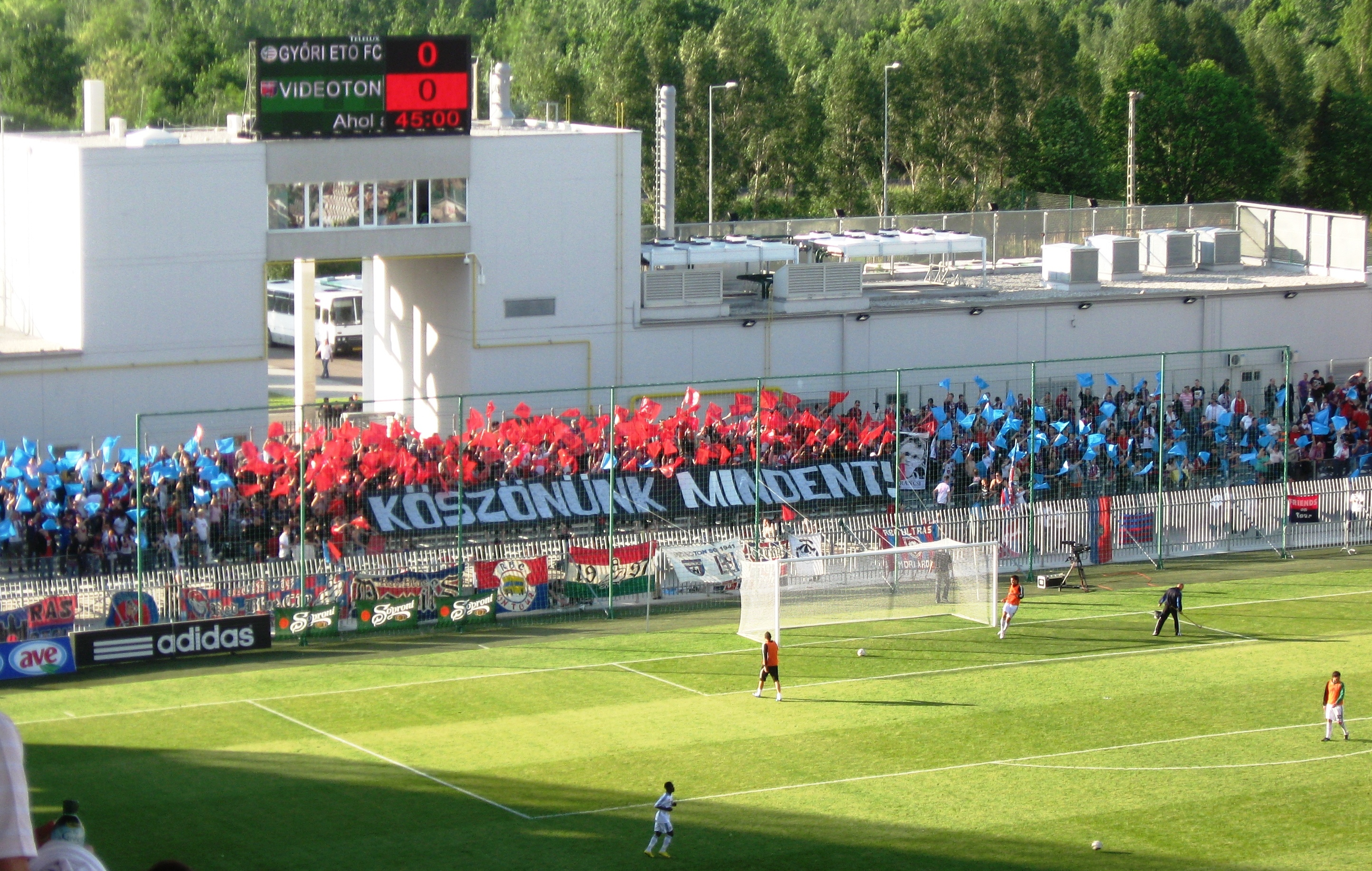
A Videoton szurkolói egy bajnoki mérkőzésen, Győrben (2010)